# Дельта-метод (статистика)
Дельта-метод (в статистике) — вероятностное распределение функции от асимптотически нормальной статистической оценки при известной асимптотической дисперсии этой оценки.

## Одномерный дельта-метод
Хотя дельта-метод легко обобщается до многомерного случая, аккуратное обоснование этой техники проще продемонстрировать в одномерной постановке задачи. Грубо говоря, если существует последовательность случайных величин Xn , удовлетворяющая:
{\displaystyle {{\sqrt {n}}[X_{n}-\theta ]\,{\xrightarrow {D}}\,{\mathcal {N}}(0,\sigma ^{2})}}
где θ и σ2 - конечные константы, а {\displaystyle {\xrightarrow {D}}} обозначает сходимость по распределению, то верно:
{\displaystyle {{\sqrt {n}}[g(X_{n})-g(\theta )]\,{\xrightarrow {D}}\,{\mathcal {N}}(0,\sigma ^{2}[g'(\theta )]^{2})}}
для любой функции g, такой, что  g′(θ) существует, принимает ненулевые значения, и полиномиально ограничена случайной величиной.

### Доказательство в одномерном случае
Демонстрация этого результата довольно очевидна в предположении, что g′(θ) непрерывна. 
По формуле Лагранжа: {\displaystyle g(X_{n})=g(\theta )+g'({\tilde {\theta }})(X_{n}-\theta ),}
где {\displaystyle {\tilde {\theta }}} лежит между Xn и θ. 
Поскольку  {\displaystyle X_{n}\,{\xrightarrow {P}}\,\theta } и{\displaystyle X_{n}<{\tilde {\theta }}<\theta }, то {\displaystyle {\tilde {\theta }}\,{\xrightarrow {P}}\,\theta } , и поскольку g′(θ) непрерывна, применение теоремы о непрерывном отображении даёт:
{\displaystyle g'({\tilde {\theta }})\,{\xrightarrow {P}}\,g'(\theta ),}
где {\displaystyle {\xrightarrow {P}}} обозначает сходимость по вероятности.
Перестановка слагаемых и умножение на  {\displaystyle {\sqrt {n}}} даёт {\displaystyle {\sqrt {n}}[g(X_{n})-g(\theta )]=g'\left({\tilde {\theta }}\right){\sqrt {n}}[X_{n}-\theta ].}
Так как {\displaystyle {{\sqrt {n}}[X_{n}-\theta ]{\xrightarrow {D}}{\mathcal {N}}(0,\sigma ^{2})}} по предположению, то применение теоремы Слуцкого даёт {\displaystyle {{\sqrt {n}}[g(X_{n})-g(\theta )]{\xrightarrow {D}}{\mathcal {N}}(0,\sigma ^{2}[g'(\theta )]^{2})}.}
Это завершает доказательство.

#### Доказательство с явным порядком приближения
Как вариант, можно добавить ещё один шаг в конце, чтобы выразить степень приближения.
{\displaystyle {\begin{aligned}{\sqrt {n}}[g(X_{n})-g(\theta )]&=g'\left({\tilde {\theta }}\right){\sqrt {n}}[X_{n}-\theta ]={\sqrt {n}}[X_{n}-\theta ]\left[g'({\tilde {\theta }})+g'(\theta )-g'(\theta )\right]\\&={\sqrt {n}}[X_{n}-\theta ]\left[g'(\theta )\right]+{\sqrt {n}}[X_{n}-\theta ]\left[g'({\tilde {\theta }})-g'(\theta )\right]\\&={\sqrt {n}}[X_{n}-\theta ]\left[g'(\theta )\right]+O_{p}(1)\cdot o_{p}(1)\\&={\sqrt {n}}[X_{n}-\theta ]\left[g'(\theta )\right]+o_{p}(1)\end{aligned}}}
Это говорит о том, что ошибка аппроксимации сходится к 0 по вероятности.

## Многомерный дельта-метод
По определению, состоятельная оценка B сходится по вероятности к своему истинному значению β, и зачастую можно применить центральную предельную теорему, чтобы получить асимптотически нормальную оценку:
{\displaystyle {\sqrt {n}}\left(B-\beta \right)\,{\xrightarrow {D}}\,N\left(0,\Sigma \right),}
где n -- число наблюдений и Σ -- (симметричная, положительно определённая) ковариационная матрица. Предположим, мы хотим оценить дисперсию скалярной функции h от оценки B. Возьмём первых два члена ряда Тейлора и используя векторную нотацию градиента, мы можем оценить h(B) как
{\displaystyle h(B)\approx h(\beta )+\nabla h(\beta )^{T}\cdot (B-\beta )}
что означает, что дисперсия h(B) примерно
{\displaystyle {\begin{aligned}\operatorname {Var} \left(h(B)\right)&\approx \operatorname {Var} \left(h(\beta )+\nabla h(\beta )^{T}\cdot (B-\beta )\right)\\&=\operatorname {Var} \left(h(\beta )+\nabla h(\beta )^{T}\cdot B-\nabla h(\beta )^{T}\cdot \beta \right)\\&=\operatorname {Var} \left(\nabla h(\beta )^{T}\cdot B\right)\\&=\nabla h(\beta )^{T}\cdot \operatorname {Cov} (B)\cdot \nabla h(\beta )\\&=\nabla h(\beta )^{T}\cdot {\frac {\Sigma }{n}}\cdot \nabla h(\beta )\end{aligned}}}
Можно использовать формулу конечных приращений (для действительнозначных функций нескольких переменных), чтобы увидеть, что это не влияет на приближения в первом порядке[[{{{1}}}|?]].
Дельта метод утверждает, что
{\displaystyle {\sqrt {n}}\left(h(B)-h(\beta )\right)\,{\xrightarrow {D}}\,N\left(0,\nabla h(\beta )^{T}\cdot \Sigma \cdot \nabla h(\beta )\right)}
или в одномерном случае:
{\displaystyle {\sqrt {n}}\left(h(B)-h(\beta )\right)\,{\xrightarrow {D}}\,N\left(0,\sigma ^{2}\cdot \left(h^{\prime }(\beta )\right)^{2}\right).}